# Zelotes zephyrus
Zelotes zephyrus är en spindelart som beskrevs av Takahide Kamura 1999. Zelotes zephyrus ingår i släktet Zelotes och familjen plattbuksspindlar. Inga underarter finns listade i Catalogue of Life.